# Phare arrière de Brighton Beach
Le phare arrière de Brighton Beach (en anglais : Brighton Beach Range Rear Light) est un phare d'alignement situé sur la North River à l'ouest de Charlottetown dans le Comté de Queens (Province de l'Île-du-Prince-Édouard), au Canada. Il fonctionne conjointement avec le phare avant de Brighton Beach.
Ce phare est géré par la Garde côtière canadienne .

## Histoire
Une paire de feux d'alignement a été réalisée en 1890 sur la zone de Brighton Beach à l'ouest de Charlottetown, sur la rive est de North River. Ils étaient, dans les deux premières années, des lanternes hissées sur des mâts. En 1892, deux tours pyramidales en bois ont été construites pour les remplacer.
Le phare arrière a subi un fort coup de vent le 11 octobre 1900 et a été renversé. Un feu temporaire l'a remplacé en attendant la construction d'une nouvelle tour remise en service en 1907. Cette tour fut de nouveau détruite par un incendie vers 1930.
Le phare actuel a été mis en service fin 1968. Il se trouve à 400 mètres du phare avant.

## Description
Le phare actuel est une tour octogonale en béton blanc surmonté d'un cône inversé de 18,4 m de haut, avec une galerie et une lanterne rouge. Il émet, à une hauteur focale de 26,3 m, un feu jaune continu. Sa portée nominale est de 13 milles nautiques (environ 24 km).
Identifiant : ARLHS : CAN-127 - Amirauté : H-1012.1 - NGA : 8244 - CCG : 0995 .

### Lien connexe
- Liste des phares de l'Île-du-Prince-Édouard